# Людина дощу
«Люди́на дощу́» (англ. Rain Man) — фільм-драма режисера Баррі Левінсона. За сюжетом, егоїст Чарлі несподівано дізнається, що батько лишив спадок не йому, а братові-аутисту з синдромом саванта. Через корисливі цілі Чарлі вирушає в подорож країною з рідною людиною, та з часом дізнається більше про брата і відкриває дещо нове про себе, що поступово змінює його поведінку та світогляд.
Історія Реймонда, хворого на аутизм, і його цинічного брата Чарльза Беббіта заслужила в основному позитивні відгуки впливових американських критиків. Фільм отримав 4 премії «Оскар», «Золотий Глобус» і «Золотий ведмідь» Берлінського кінофестивалю. Американська асоціація кінокомпаній присвоїла фільму рейтинг R.
В СРСР фільм поширювався на VHS з авторським одноголосим закадровим перекладом Олексія Міхальова і Василя Горчакова. На DVD фільм випущений виданням MGM DVD. Українською переклав і транслював фільм канал 1+1, а також — Так Треба Продакшн на замовлення телекомпанії Інтер.

## Сюжет
Егоїстичний юнак, котрий займається продажем автомобілів, Чарлі Беббіт (Том Круз), несподівано дізнається, що його покійний батько-мільйонер залишив спадок не йому, а його братові Реймонду (Дастін Гоффман), у якого аутизм з синдромом саванта. Той живе в притулку для людей з психічними та неврологічними розладами і про його існування Чарлі навіть не здогадувався. Обурений Чарлі вирішує забрати Реймонда з лікарні й не повертати його, поки не отримає половину спадку. Під час подорожі він повідомляє клініку про намір судитися.
Реймонд боїться подорожувати літаком, тому Чарлі починає довгу поїздку по США на автомобілі. Чарлі змушений терпіти наївність та дивацтва брата, тим часом його бізнес стрімко руйнується. Разом з тим він помічає, що Реймонд має феноменальну пам'ять та інші прояви синдрому саванта. Попри асоціальність, він здатний точно згадати будь-коли почуті репліки, дати, миттєво здійснювати складні усні обчислення. Реймонд живе у своєму внутрішньому світі, спирається на суворий розклад і звички. Під час подорожі країною і зупинок у готелях, Чарлі й Реймонд зближуються.
З'ясовується, що батьки помістили Реймонда у лікарню багато років тому, після того, як він випадково облив Чарлі окропом. Також Реймонд пригадує, як брат називав його людиною дощу. Той здогадується, що це від схожості вимови англійських слів Raymond і Rain Man (англ. Людина дощу). Чарлі пам'ятав, що коли він був маленьким і йому бувало страшно, до нього приходив Rain Man, і співав йому пісні, заспокоюючи його. Тільки тепер, коли він пізнав свого брата ближче, Чарлі зрозумів, що це був Реймонд, який, називаючи невиразно своє ім'я, перетворився у його спогадах у Людину дощу (звідси й назва фільму).
Чарлі знаходить застосування незвичайним здібностям брата, виграючи велику суму в казино. Завдяки цьому йому вдається виплутатися зі складної фінансової ситуації. У кінці подорожі між братами встановлюється щира дружба і прихильність. Друг померлого батька (він же головний лікар клініки, де перебував Реймонд) пропонує Чарлі велику суму за те, щоб той повернув Реймонда в клініку без суду, але Чарлі відмовляється від цієї угоди, посилаючись на те, що друг батька стільки років нічого йому не казав про існування Реймонда. Він наполягає на суді, але при цьому головним його бажанням стає залишитися з братом, а не стягнути гроші з клініки. Наостанок Чарлі каже, що тепер розуміє, чому батько не залишив спадку йому, егоїстові.
Напередодні суду до міста, де жив Чарлі, прибуває комісія психіатрів з наміром вирішити питання повернення Реймонда в клініку мирно. Відбувається бесіда за участі психіатрів і обох братів. Після бесіди Чарлі погоджується повернути Реймонда у клініку, де тому було б спокійніше й безпечніше. Чарлі проводжає брата на поїзд, обіцяючи провідати його за два тижні.

## У ролях
| Актор          | Роль                   |
| -------------- | ---------------------- |
| Дастін Гоффман | Реймонд Беббіт         |
| Том Круз       | Чарлі Беббіт           |
| Валерія Голіно | Сюзанна                |
| Джералд Молен  | доктор Брюнер          |
| Бонні Гант     | офіціантка Саллі Діббс |
| Бет Грант      | мати                   |
| Баррі Левінсон | лікар                  |

## Критика
Історія подорожі братів Беббітів через усі США привернула велику увагу критиків. Переважали в основному позитивні відгуки. Роджер Еберт казав, що фільм зачаровує тим, що не дає сентиментальні відповіді на складні питання, які ставить життя.
В основі сюжету подорож, але фільм не можна назвати типовим road movie. Для такого роду фільмів характерна зміна героїв. Архетип 1980-х цинічний Чарльз сильно змінюється. Стикаючись зі світом обмежень і правил свого брата, він несподівано починає відчувати до нього прихильність. Однак чи сталося щось з головним героєм Реймондом, невідомо. Глядачеві так і не вдається проникнути у його думки.

Головний плюс картини — переконливе зображення героя, не здатного до емоційного розвитку. Персонаж Круза своїм егоїзмом і жорстокістю рятує фільм від надмірної сентиментальності. Його зміна і примирення з минулим не виглядає перебільшеним. Як і очікувалося, він залишиться не більш ніж закінченим яппі, породженням автомобільної Америки.
Оригінальний текст (англ.)
The film's greatest achievement is successfully framing the plot around a character incapable of emotional development. Cruise's character compensates with his selfishness and exasperation saving the film from an excess of sentiment. What's more, his personal improvement and reconciliation with the past is not so overwhelming that we'd expect him to remain anything other than the consummate yuppie, forever on the blower in this pre-mobile America.
— Нік Гілдіч, оглядач ресурсу bbc 
Ця ж обставина була причиною і негативних відгуків про картину. На думку критика Гела Гінсона, Дастін Гоффман спробував просто втекти від складного матеріалу, зобразивши замкнутого на собі героя, нехай це власне і було потрібно за сюжетом. Блискуча робота оператора Джона Сілі пропадає даремно. Гоффман і Круз — зоряна, але не зовсім відповідна один одному за темпераментом акторська пара. Чудові знімання дуету на тлі чудових американських пейзажів, у підсумку, не вражають.

## Нагороди
- 1989 — фільм отримав чотири «Оскари»
  - Найкращий фільм
  - Найкраща режисура
  - Найкращий актор (Дастін Гоффман)
  - Найкращий сценарист (Рональд Басс, Баррі Морроу).
- 1989 — «Золотий глобус»
  - Найкращий фільм
  - Найкращий актор
- 1989 — Гран-прі Берлінського Кінофестивалю (1988) — «Золотий Ведмідь».
- 1989 — Премія Давид ді Донателло
  - Найкращий іноземний фільм
  - Найкраща робота режисера
  - Найкраща чоловіча роль